# Ernst Friedrich Karl Rosenmüller
Ernst Friedrich Karl Rosenmüller, auch Ernst Friedrich Carl Rosenmüller (* 10. Dezember 1768 in Heßberg bei Hildburghausen; † 17. September 1835 in Leipzig) war ein deutscher evangelischer Theologe und Orientalist. 

## Leben

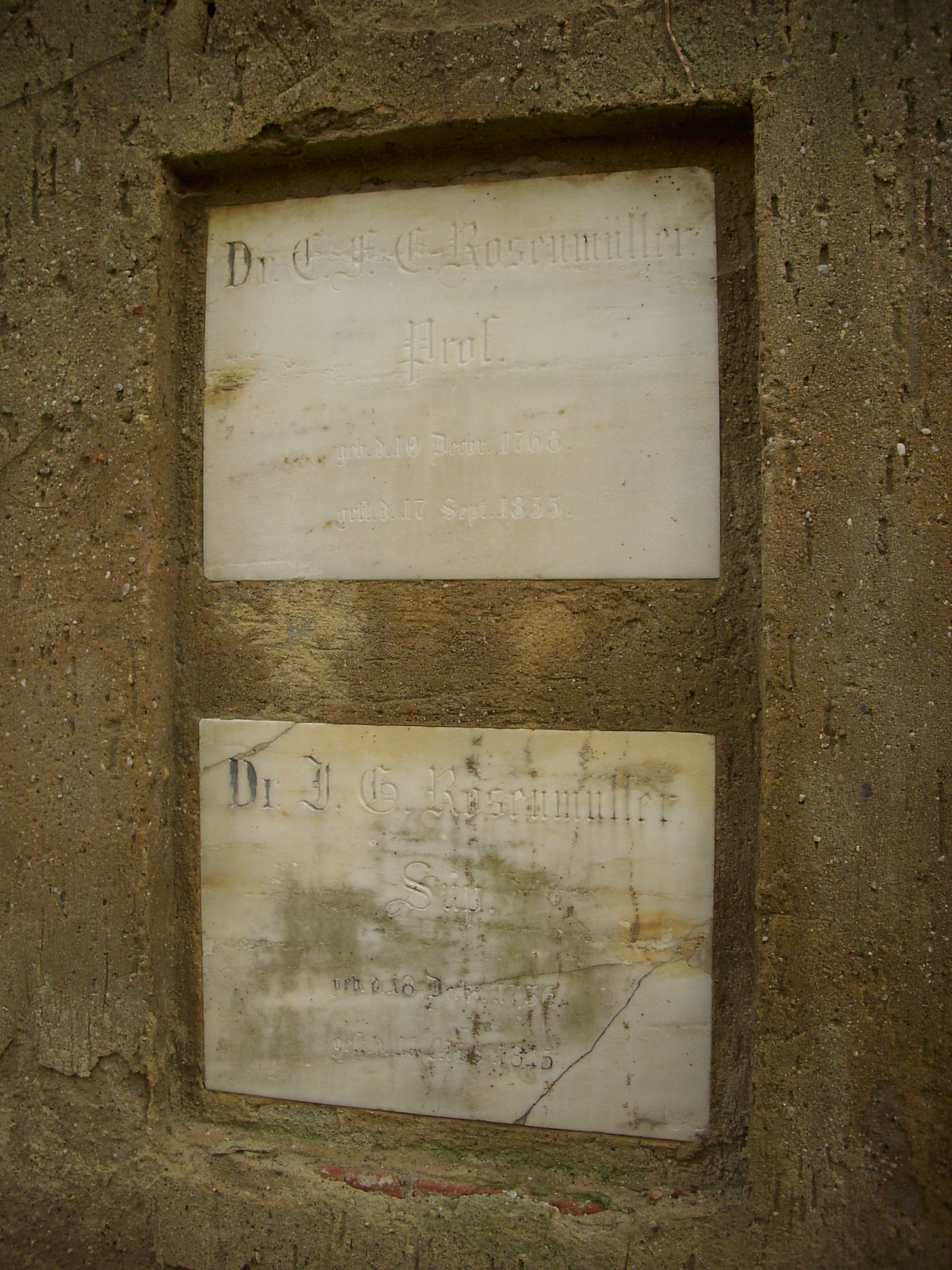
Grabtafel Ernst Friedrich Karl Rosenmüller, Alter Johannisfriedhof Leipzig

Rosenmüller war der älteste von vier Söhnen des Theologen Johann Georg Rosenmüller (1736–1815). Er studierte an der Universität Leipzig und wurde dort 1796 außerordentlicher Professor für Arabistik. Das Ordinariat für orientalische Sprachen in Leipzig erhielt er 1813. Sein Nachfolger in diesem Amt wurde 1836 Heinrich Leberecht Fleischer. Außerhalb der Universität war er lange Zeit als Redakteur der Leipziger Literaturzeitung tätig, bis deren Redaktion 1833 vollständig wechselte.
Am 1. November 1817 wurde Rosenmüller mit der Ehrendoktorwürde der Theologischen Fakultät der Universität Halle ausgezeichnet.

## Werke
- Laurent d’Arvieux, Ernst Friedrich Karl Rosenmüller: Die Sitten der Beduinen-Araber: mit einem biblisch-zoologischen Anhang des Uebersetzers. Haug, Leipzig 1789.
- Handbuch für die Literatur der biblischen Kritik und Exegese. Band 1. Vandenhoeck u. Ruprecht, Göttingen 1797.
- Ernst Friedrich Karl Rosenmüller, Georg Hieronymus Rosenmüller: Biblisch-exegetisches Repertorium, oder die neuesten Fortschritte in Erklärung der heiligen Schrift. Leipzig 1822–1824.
- Handbuch der biblischen Alterthumskunde. Baumgärtner, Leipzig 1823–1830.
- Biblische Erd- und Länderkunde : mit einer Charte und vier lithographischen Abbildungen. Baumgärtner, Leipzig 1823.
- Das biblische Mineral- und Pflanzenreich. Baumgärtner, Leipzig 1830.
- Biblische Naturgeschichte. Baumgärtner, Leipzig 1830–1831.
- Das biblische Thierreich. Baumgärtner, Leipzig 1831.
- Ernest. Frid. Carol. Rosenmüller (Hrsg.): Commentationes theologicae. Reclam, Lipsiae 1.1825/26 - 2.1827/32[?].